# Raveniola vonwicki
Raveniola vonwicki is een spinnensoort in de taxonomische indeling van de bruine klapdeurspinnen (Nemesiidae).
Raveniola vonwicki werd in 2000 beschreven door Zonstein.